# Alex Descas
Alex Descas (França, 1 de gener de 1958) és un actor francès de cinema i televisió, fill de pares antillencs, que va créixer a París. És un habitual de les pel·lícules de Claire Denis, amb qui treballa sovint, encara que la seva filmografia també inclou títols com Coffee and Cigarettes (2003) i The Limits of Control (2009), de Jim Jarmusch. L'any 1991 va estar nominat pel César a la millor jove promesa masculina, pel seu paper a S'en fout la mort.

## Biografia
Alex Descas, nen de pares obrers d'origen antillà, ha crescut a París i ha fet el seu aprenentatge d'actor al Curs Florent. S'incorpora a continuació a la tropa del Teatre negre, a continuació al començament dels anys 1980 passa, sense èxit, audicions per al cinema, fent només de figurant pels orígens. Alex Descas ha de fer llavors petites feines d'ajudant i es fa dir « bricoman ». »
Gràcies a la trobada amb la realitzadora Claire Denis, a S'en fout la mort l'any 1990 aconseguirà fer-se un lloc al cinema d'autor francès.Actor particularment « carismàtic », realitzarà llavors una col·laboració de més de 20 anys amb la realitzadora amb la qual ha rodat set films. Més recentment, és conegut pel seu paper de comissari de policia a la sèrie de televisió Un flic de Hugues Pagan.

## Filmografia

### Cinema
- 1984: L'Arbalète  de Sergio Gobbi
- 1985: Urgence  de Gilles Béhat
- 1985:  Train d'enfer  de Roger Hanin
- 1985:  Justice de flic  de Michel Gérard
- 1986: Bleu comme l'enfer  d'Yves Boisset
- 1986: Taxi Boy  d'Alain Page
- 1986:  Je hais les acteurs  de Gérard Krawczyk
- 1986:  Y'a bon les blancs  de Marco Ferreri
- 1987:  Les Keufs  de Josiane Balasko
- 1988:  Furie rock  de Jérome de Missolz
- 1990:  S'en fout la mort  de Claire Denis
- 1992:  L'Absence  de Peter Handke
- 1993:  Si loin, si proche !  de Wim Wenders
- 1993:  J'ai pas sommeil  de Claire Denis
- 1994:  Le Cri du cœur  d'Idrissa Ouedraogo
- 1994:  Le Grand Blanc  de Lambaréné de Bassek ba Kobhio
- 1996:  Nénette et Boni  de Claire Denis
- 1996:  Irma Vep  d'Olivier Assayas
- 1996:  Saraka bô  de Denis Amar
- 1996:  Clubbed to Death (Lola)  de Yolande Zauberman
- 1997:  The House  de Sharunas Bartas
- 1997:  Le serpent a mangé la grenouille  d'Alain Guesnier
- 1998:  Fin août, début septembre  d'Olivier Assayas
- 1999:  Le Dernier Harem  de Ferzan Özpetek
- 1999:  Freedom  de Sharunas Bartas
- 1999:  Lumumba, retour au Congo  de Raoul Peck
- 2001:  Trouble Every Day  de Claire Denis
- 2003:  Cette femme-là  de Guillaume Nicloux
- 2003:  Coffee and Cigarettes (section No Problem)  de Jim Jarmusch
- 2003:  La Beuze  de François Desagnat i Thomas Sorriaux
- 2004:  L'Intrus  de Claire Denis
- 2004:  Un couple parfait  de Nobuhiro Suwa
- 2004:  Les États-Unis d'Albert  de Marc-André Forcier
- 2005:  Nèg maron  de Jean-Claude Flamand Barny
- 2005:  Dans tes rêves  de Denis Thybaud
- 2006:  Boarding Gate  d'Olivier Assayas
- 2008:  35 rhums  de Claire Denis
- 2009:  The Limits of Control  de Jim Jarmusch
- 2009:  Rapt  de Lucas Belvaux
- 2009:  Persécution  de Patrice Chéreau
- 2013:  Les Salauds  de Claire Denis
- 2013:  La Vie pure  de Jérémy Banster
- 2014:  Voilà l'enchaînement  (curt) de Claire Denis
- 2014:  Meurtre à Pacot de Raoul Peck
- 2015:  Le Dos rouge  d'Antoine Barraud
- 2016: Chocolat
- 2017: Un beau soleil intérieur de Claire Denis: Le galeriste
- 2018:  Volontaire  d'Hélène Fillières: Albertini
- 2018:  Maya  de Mia Hansen-Løve

### Televisió
1995:  Un si joli bouquet de Jean-Claude Sussfeld
1996:  Les Cordier, juge et flic d'Alain Wermus , episodi Une voix dans la nuit
1998:  La Poursuite du vent  de Nina Companeez
2004:  L'homme qui venait d'ailleurs  de François Luciani
2006:  Déjà vu  de François Vautier
2007:  Les Prédateurs  de Lucas Belvaux
2009:  La Louve  de Bruno Bontzolakis
2009 - 2012:  Un flic  d'Hugues Pagan
2013:  Césaire, le prix de la liberté  de Félix Olivier — Aimé Césaire
2014:  Un enfant en danger  de Jérôme Cornuau
2016:  Nina  (temporada 2, episodi 4)
2018: Maroni, les fantômes du fleuve  d'Olivier Abbou